# María Dolores Llimona Planas
Blahoslavená María Dolores Llimona Planas, řeholním jménem María de Montserrat (2. listopadu 1860, Molins de Rei – 20. listopadu 1936, Paterna) byla španělská římskokatolická řeholnice kongregace Sester křesťanské doktríny a mučednice.

## Život
Narodila se se 2. listopadu 1860 v Molins de Rei jako dcera Juana a Maríe.
Roku 1822 vstoupila do kongregace Sester křesťanské doktríny a přijala jméno María de Montserrat. Stala se sekretářkou zakladatelky kongregace matky Miquely. Od roku 1892 do roku 1931 působila jako generální představená a poté působila jako generální poradkyně.
Po národním povstání za Španělské občanské války dne 18. července 1936 jí a jejím spolusestrám bylo přikázáno od generální představené matky bl. Ángeles od sv. Josefa, aby odešly do soukromého domu na Maestro Chapí na okraji Valencie. V této době probíhalo protikatolické pronásledování. Zde se sestry s matkou představenou ukrývaly. Milicionáři zjistili jejich úkryt a 19. listopadu je přišli zatknout. Druhý den byly matka Ángeles, sestra María, a dalších 13 sester odvedeny na jízdárnu Picadero de Paterna blízko Valencie. Po krutém mučení a zesměšňování byly sestry zastřeleny.

## Proces blahořečení
Její proces blahořečení byl zahájen 5. července 1965 v arcidiecézi Valencia spolu s dalšími šestnácti spolusestrami křesťanské doktríny.
Dne 6. července 1993 uznal papež sv. Jan Pavel II. jejich mučednictví. Blahořečeny byli 1. října 1995 spolu s dalšími 45 mučedníky Španělské občanské války.